# Marcin Wierzbicki
Marcin Wierzbicki (* 12. Juli 1969 in Lublin) ist ein polnischer Komponist und Musikpädagoge.
Wierzbicke studierte von 1898 bis 1994 an der Musikakademie Warschau bei Marian Borkowski. Daneben besuchte er mehrere Meisterkurse, darunter die Darmstädter Ferienkurse (1996) und Kurse des IRCAM in Krakau und Helsinki (2000) sowie in Paris (2001). 2003 erwarb er einen Doktortitel für Komposition.
Seit 1994 unterrichtet er an der Musikakademie Warschau, seit 2004 als Lehrbeauftragter für elektronische Musik im Studio für Computermusik. Als Delegierter der Hochschule nahm er an den Internationalen Konferenzen für Computermusik der International Computer Music Association (ICMA) in Berlin (2000), Göteborg (2002) und Barcelona (2005) teil. Er ist Gründungs- und Vorstandsmitglied der Polnischen Gesellschaft für elektroakustische Musik in der ICMA. Daneben hielt er im Rahmen von Symposien und Konferenzen Vorträge an mehreren in- und ausländischen Universitäten, war 2004 Dozent beim Internationalen Workshop Bridges in Hannover und gab im Rahmen des Erasmus- und Sokrates-Programms Kurse an der Hochschule für Musik und Darstellende Kunst Stuttgart.
Wierzbicki ist Spezialist für elektronische Musik und arbeitet hier besonders auf dem Gebiet der Fernkommunikation bei Multimedia-Aktivitäten. In dem Projekt GPS-Trans, das er gemeinsam mit Marek Chołoniewski realisierte, werden interaktive Elemente, Multimediakunst und Internetkunst kombiniert. Er entwarf Software für interaktive musikalische Aktivitäten, die u. a. von Chołoniewski, Andrzej Bauer und Anna Zielinska verwendet wurden. Das umfangreichste dieser Programme, MaWe wurde 2006 beim wissenschaftlichen Treffen Prisma der IRCAM erfolgreich vorgestellt.
Die eigenen Kompositionen Wierzbickis wurden bei Konzerten im Inland, in Frankreich, Deutschland, Südkorea, Kanada und den USA sowie bei vielen Festivals für zeitgenössische Musik (u. a. Warschauer Herbst 1996, Symposien der Musikakademie Warschau 1999, 2000 und 2003, Audio-Art Krakau 2003, Musica Polonica Nova Breslau 2006, Festivals Synthèse Bourges 2001 bis 2006) aufgeführt.

## Werke
- Wariacje nie na temat für Klavier (1989)
- Pocztówka z Paranoi für Klarinette solo (1991)
- Great Mystery für Tonband (1991)
- Echa z Otchłani für Sopran und Klavier (1991)
- Ikebania für Sopran und Akkordeon (1992)
- Krajobraz z połówką pomarańczy, Kammeroper (1992)
- Trio für Violine, Cello und Klavier (1992)
- Electronic Dreams II für sechs Perkussionisten, Klavier und elektronische Medien, (1992)
- ...lo zefiro torna... für Flöte und Akkordeon (1993)
- Music of Silence für Flöte und elektronische Medien (1993)
- Koncert für Trompete, elektronische Medien und Sinfonieorchester (1993)
- Continuo für Klarinette und Computer (1994)
- ForM für Tonband (1995)
- Quando corpus für gemischten Chor (1996)
- Ikebania für Sopran und Harfe (1998)
- Pierwszy dzień wakacji, Stück für Kinder für Klavier zu vier Händen (2000)
- Historia wielkiej śnieżkowej bitwy pod Trzema Dębami, Stück für Kinder für Klavier zu vier Händen (2000)
- The World: an Imaginary Place between Creation and Destruction für Tonband (2001)
- Easter Wings für Vokalensemble (2001)
- Siedem pejzaży wiosennych für Sopran und Kammerorchester (2001)
- Synapsis für Cello, Klavier, Perkussion und elektronische Medien (2001)
- Spring is icumen in für Tonband (2002)
- Three geometric tales für Flöte und Streichorchester (2002)
- Interferencje retroaktywne für Cello und Computer (2002)
- Poème électronique für Klavier, Perkussion, Computer und Sinfonieorchester (2002)
- Triple sonata für Klarinette, Kontrabass, Perkussion und Computer (2003)
- Improvisary Landscape No. 1 für das interaktive Musiksystem MaWe (2003)
- Thinking... Violin für Violine und Elektronik (2005)
- Imaginary Part of Life für Tonband (2005)
- Klucz do wyobraźni für Tonband (2005)
- Reminiscencje für Harfe, Kontrabass und Computer (2005)

## Quelle
- culture.pl – Marcin Wierzbicki

| Personendaten    | Personendaten                          |
| ---------------- | -------------------------------------- |
| NAME             | Wierzbicki, Marcin                     |
| KURZBESCHREIBUNG | polnischer Komponist und Musikpädagoge |
| GEBURTSDATUM     | 12. Juli 1969                          |
| GEBURTSORT       | Lublin                                 |